# Girl Joyce
Le Girl Joyce est un ancien cotre-pilote anglais reconverti en voilier de croisière. Son port d'attache actuel est Tréguier  et son immatriculation ancienne est H 11.

## Histoire
Ce cotre à corne a été construit en 1855. Il a servi, jusqu'en 1934, de cotre-pilote au port de Saint-Hélier à Jersey. Il est l'un des plus vieux voiliers qui naviguent encore. 
Il a été trouvé sur le bord de la Rance et racheté par le navigateur, écrivain et peintre Yvon Le Corre . Il a été restauré au chantier Conrath à Paimpol et sert désormais de voilier de croisière à son propriétaire.
Il est présent à Temps fête Douarnenez 2018.